# 旺載山輕音樂團
旺載山輕音樂團，又譯王在山輕音樂團，是朝鮮的一個輕音樂團，得名自金日成1933年的抗日活動聖地、位於咸鏡北道穩城郡的旺載山里。根據金正日對於民族音樂的指示，於1983年7月22日成立。演出的樂曲通過朝鮮中央電視台及平壤廣播電台放送。

## 著名作品
- 社會主義是我們的事業（사회주의는 우리거야）
- 正日峰的雷雨聲（정일봉의 우뢰소리）
- 很快再相逢（다시 만납시다）

## 成员
- 崔文浩（朝鲜语：최문호，1958-）功勋艺术家。生于咸镜北道茂山郡。现为国立民族艺术团创作科科长兼指挥。代表作有歌曲《您的一天》、小号4重奏《朝鲜啊，为你增光》等数百首歌曲、器乐曲、舞曲。
- 朴哲俊（朝鲜语：박철준，1969-）功勋演员。生于黄海南道载宁郡。塑造了金正日称之为王在山艺术团代表的《望着你在冥想》等数百首独奏、重奏曲形象。
- 廉青（朝鲜语：렴청，1967-）人民演员，女中音歌手。生于江原道元山市。现为朝鲜人民军艺术学院声乐2客座教师。
- 黄淑景（朝鲜语：황속경，1971-）歌手兼吉他手。生于平壤市东大院区，现为金元均平壤音乐大学大众歌曲客座教师。
- 金明玉（朝鲜语：김명옥，1971-）生于江原道昌道郡。现为万景台学生少年宫声乐指导老师。
- 金顺姬（朝鲜语：김순희，1968-）生于咸镜南道利原郡。现为金星学院声乐讲座教师。
- 吴贞润（朝鲜语：오정윤，1969-）生于羅先市先鋒區域。现为平壤市中区东安高级中学早期声乐班教师。
- 郑明新（朝鲜语：정명신，1970-）生于平安南道殷山郡。塑造了包括《将军骑白马奔驰》等数十首独唱曲、重唱曲的形象。现为平壤学生少年宫指导老师。